# Enver Bukić
Enver Bukić est un joueur d'échecs yougoslave puis slovène né le 2 décembre 1937 à Banja Luka et mort en février 2017 à Ljubljana,. Grand maître international depuis 1976, il fut deuxième ex æquo du championnat de Yougoslavie d'échecs en 1967, 1974 et 1976.

## Tournois individuels
Enver Bukić remporta les tournois de
- Belgrade 1968 (tournoi de la libération) ;
- Vršac (mémorial Kostic) 1965
- Štip 1976 ;
- Uljma en 1976.

Il fut :
- troisième du tournoi de Zinnowitz en 1967 (victoire de Wolfgang Uhlmann et Vladimir Liberzon).
- troisième du tournoi de Banja Luka 1976, ex æquo avec Vladimir Baguirov et Bruno Parma, devant William Lombardy, Ulf Andersson et Jan Smejkal (victoire de Vlastimil Hort devant Milan Vukic) ;
- deuxième du tournoi de Tuzla en 1981 (victoire de  Vlatko Kovačević) ;

Dans sa carrière, il participa également aux tournois internationaux de
- Sotchi 1963 (mémorial Tchigorine, 5,5 / 11, victoire de Polougaïevski devant Smyslov) ;
- Palma de Majorque 1965 (cinquième avec 5 / 9, victoire de Pomar, O'Kelly et Darga) ;
- Skopje 1967 (cinquième avec 9,5 / 17, victoire de Fischer) ;
- Bugojno 1978 (5,5 / 15, victoire de Spassky et Karpov) ;
- Banja Luka 1979 (7 / 15, victoire de Kasparov).

## Compétitions par équipe
Enver Bukić a représenté la Yougoslavie lors de trois championnats d'Europe par équipe :
- en 1970, il jouait au sixième échiquier et l'équipe de Yougoslavie finit quatrième de la compétition ;
- en 1973, premier échiquier de réserve (remplaçant), il remporta la médaille d'argent par équipe ;
- en 1977, il gagna la médaille de bronze par équipe et la médaille d'or individuelle au septième échiquier, avec une victoire sur le Soviétique Oleg Romanichine (une des deux seules défaites concédées par l'équipe d'URSS dans la compétition).

## Partie notable
En 1967, lors du match Yougoslavie-URSS à Budva, Bukić battit Mikhaïl Tal dans le jeu tactique.